# 龜澤
龜澤（日语：／ Kamezawa */?）是東京都墨田區的町名，設一丁目至四丁目。郵遞區號130-0014。

## 地理
位於東京都墨田區西南部，屬本所地域。北鄰石原，東至大橫川，對岸為錦糸，南接綠，西通橫網。町域從西起為龜澤一丁目、二丁目、三丁目，三目通以東是四丁目。

## 歷史
昭和初期，成立龜澤町一丁目至四丁目。1947年（昭和22年）為墨田區龜澤町｡1966年（昭和41年）實施新住居表示。

### 地名由來
地名源自於古時的「龜澤之池」，因池內有烏龜棲息而得名。

## 交通
道路
- 東京都道319號環狀三號線（三目通）
- 東京都道463號上野月島線（清澄通）

橋梁
- 大橫川
  - 長崎橋

## 教育機關
- 墨田區立豎川中學校

## 備註
1. ↑  墨田区世帯人口現況8月分[]

## 外部連結
- 墨田區官方網站（页面存档备份，存于）